# لوكا تورين
لوكا تورين (من مواليد 20 نوفمبر 1953) هو عالم فيزياء حيوية وكاتب لديه اهتمام طويل الأمد بالإلكترونيات الحيوية وحاسة الشم والعطور وصناعة العطور.

## النشأة والتعليم
ولد تورينو في بيروت، لبنان في 20 نوفمبر 1953 لعائلة إيطالية أرجنتينية، ونشأ في فرنسا وإيطاليا وسويسرا. كان والده، دوتشيو تورين، دبلوماسيًا في الأمم المتحدة ومهندسًا رئيسيًا لمخيمات اللاجئين الفلسطينيين، ووالدته، أديلا تورين (ولدت مانديلي)، مؤرخة فنية، ومصممة، ومؤلفة أطفال حائزة على جوائز. درس تورين علم وظائف الأعضاء والفيزياء الحيوية في جامعة كوليدج لندن وحصل على درجة الدكتوراه في عام  عمل في المركز الوطني للأبحاث العلمية في الفترة من 1982 إلى 1992، وعمل محاضرًا في الفيزياء الحيوية في جامعة كوليدج لندن في الفترة من 1992 إلى 2000.

## حياة مهنية
بعد ترك المركز الوطني للأبحاث العلمية، شغل تورينو لأول مرة منصبًا بحثيًا زائرًا في المعاهد الوطنية للصحة في ولاية كارولينا الشمالية  قبل أن يعود إلى لندن، حيث أصبح محاضرًا في الفيزياء الحيوية في جامعة كوليدج لندن. في عام 2001، تم تعيين تورينو كـمدير تنفيذي للتكنولوجيا في شركة Flexitral الناشئة، ومقرها في شانتيلي، فيرجينيا، لمتابعة تصميم الرائحة العقلاني بناءً على نظرياته. في أبريل 2010، وصف هذا الدور بصيغة الماضي، ويبدو أن اسم نطاق الشركة قد تم تسليمه.
في عام 2010، كان مقر تورينو في معهد ماساتشوستس للتكنولوجيا، حيث كان يعمل على مشروع لتطوير أنف إلكتروني باستخدام المستقبلات الطبيعية، بتمويل من DARPA. وفي عام 2014 انتقل إلى معهد الفيزياء النظرية في جامعة أولم حيث كان أستاذًا زائرًا. وهو باحث في ستافروس نياركوس  في قسم علم الأحياء العصبي في مركز أبحاث العلوم الطبية الحيوية ألكسندر فليمنج في اليونان. وفي عام 2021 انتقل إلى جامعة باكنغهام بالمملكة المتحدة كأستاذ لعلم وظائف الأعضاء في كلية الطب.

### نظرية الاهتزاز في الشم
أحد التنبؤات الرئيسية لنظرية اهتزازات الشم في تورين هو تأثير النظائر: أن الإصدارات العادية والمخففة من المركب يجب أن تكون رائحتها مختلفة بسبب ترددات الاهتزاز الفريدة، على الرغم من وجود نفس الشكل. دراسة أجراها هافندن وآخرون عام 2001. أظهر للبشر القدرة على التمييز بين البنزالديهايد ونسخته المخففة.
ومع ذلك، فشلت الاختبارات التجريبية المنشورة في مجلة علم الأعصاب في عام 2004 من قبل كيلر وفوسهال في دعم هذا التنبؤ، حيث لم يتمكن البشر من التمييز بين الأسيتوفينون ونظيره المخفف بالديوتيريوم. كانت الدراسة مصحوبة بمقالة افتتاحية اعتبرت عمل كيلر وفوسشال بمثابة "دحض لنظرية، على الرغم من كونها استفزازية، إلا أنها لا تتمتع بأي مصداقية في الأوساط العلمية". وتابعت: "السبب الوحيد الذي دفع المؤلفين إلى إجراء الدراسة، أو قيام مجلة علم الأعصاب الطبيعي بنشرها، هو درجة الدعاية غير العادية - وغير المناسبة - التي تلقتها النظرية من الصحفيين غير الناقدين". نشرت المجلة  مراجعة لكتاب إمبراطور الرائحة، ووصفت كتاب تشاندلر بور عن تورين ونظريته بأنه "دائخ ومجهد". ومع ذلك، أظهرت الاختبارات على الحيوانات أن الأسماك والحشرات قادرة على تمييز النظائر عن طريق الرائحة. تشير عمليات المحاكاة الفيزيائية الحيوية المنشورة في رسائل المراجعة البدنية في عام 2007 إلى أن اقتراح تورينو قابل للتطبيق من وجهة نظر فيزيائية.
تلقت نظرية الاهتزاز دعمًا محتملاً من بحث نُشر عام 2004 في مجلة الكيمياء الحيوية الجزيئية العضوية بقلم تاكان وميتشل، والذي يوضح أن أوصاف الرائحة في أدبيات الشم ترتبط بقوة أكبر مع التردد الاهتزازي أكثر من الشكل الجزيئي.
في عام 2011، نشر تورين وزملاؤه بحثًا في مجلة PNAS يوضح أن ذبابة الفاكهة يمكنه التمييز بين الروائح ونظيراتها من الديوتريوم. تختلف الاختبارات على ذبابة الفاكهة عن التجارب البشرية باستخدام كائن حيواني معروف بأنه يتمتع بحاسة شم جيدة وخالي من التحيزات النفسية التي قد تؤدي إلى تعقيد الاختبارات البشرية. تم تدريب ذبابة الفاكهة على تجنب رائحة الديوتريوم في زوج من الديوتريوم/العادي، مما يشير إلى وجود اختلاف في الرائحة. علاوة على ذلك، فإن ذبابة الفاكهة التي تم تدريبها على تجنب رائحة واحدة مخففة، تجنبت أيضًا الروائح الأخرى المخففة كيميائيًا، والتي لا علاقة لها كيميائيًا، مما يشير إلى أن الرابطة المخففة نفسها لها رائحة مميزة. حدد الباحثون ترددًا اهتزازيًا يمكن أن يكون مسؤولاً، ووجدوه قريبًا من التردد الموجود في النتريل. عندما تم تدريب الذباب على تجنب الروائح المخففة للنيتريل ونظيره غير النتريل، تجنب الذباب أيضًا النتريل، بما يتوافق مع النظرية القائلة بأن حاسة الشم لدى الذبابة تكتشف الاهتزازات الجزيئية.
بعد ذلك بعامين، في عام 2013، نشر تورينو وزملاؤه دراسة في PLoS ONE تبين أن البشر يميزون بسهولة بين اللوني للغازو المسك المنقى بالديوتيريوم في اختبارات مزدوجة التعمية. اختار الفريق المسك بسبب العدد الكبير من روابط الكربون والهيدروجين المتاحة لعملية التحلل. لقد قاموا بتكرار النتائج السابقة التي توصل إليها فوسشال وكيلر والتي أظهرت أن البشر لا يستطيعون التمييز بشكل موثوق بين الأسيتوفينون ونظيره المخفف بالديوتيريوم، مع 8 ذرات هيدروجين، وأظهروا أن البشر يبدأون فقط في اكتشاف رائحة النظائر للمسك بدءًا من 14 ديتريوم، أو 50٪ من الديوتيريوم. نظرًا لأن آلية تورينو المقترحة هي طريقة بيولوجية للتحليل الطيفي لنفق الإلكترون غير المرن، والذي يستغل التأثير الكمي، فقد وُصفت نظريته في آلية الشم كمثال لبيولوجيا الكم.
ردًا على بحث تورينو لعام 2013، الذي يتضمن النظائر المشعة وغير المديوتيرية من سيكلوبنتاديكانون المسك، في بحث عام 2015 في PNAS  أفاد أن مستقبل التعرف على المسك البشري، OR5AN1، الذي تم تحديده باستخدام نظام تعبير مستقبلات شمية غير متجانسة والاستجابة بقوة لسيكلوبنتاديكانون وموسكون (الذي يحتوي على 30 هيدروجين)، فشل في التمييز بين نظائر هذه المركبات في المختبر. علاوة على ذلك، استجابت مستقبلات الفئران (الميثيلثيو) التي تتعرف على الميثانثيول، MOR244-3، بالإضافة إلى مستقبلات حاسة الشم عند البشر و الفئران المختارة الأخرى، بشكل مشابه للنظائر الطبيعية، والديوتيريوم، والكربون 13 من بروابطها الخاصة، بالتوازي مع النتائج التي عُثِر عليها مع المسك. مستقبل OR5AN1. بناءً على هذه النتائج، استنتج الباحثون أن نظرية الاهتزاز المقترحة للشم لا تنطبق على مستقبل المسك البشري OR5AN1، أو مستقبل الثيول الفأري MOR244-3، أو المستقبلات الشمية الأخرى التي تم فحصها. بالإضافة إلى ذلك، يُظهر التحليل النظري الذي أجراه المؤلفون أن آلية نقل الإلكترون المقترحة للترددات الاهتزازية للروائح يمكن كبتها بسهولة عن طريق التأثيرات الكمومية لأنماط الاهتزازات الجزيئية غير الرائحة. استنتج المؤلفون أن هذه المخاوف وغيرها بشأن نقل الإلكترون في المستقبلات الشمية، بالإضافة إلى بياناتنا التجريبية الشاملة، تتعارض مع معقولية نظرية الاهتزاز . في تعليقه على هذا العمل، كتب فوسشال: "في PNAS، قام بلوك وآخرون... بتحويل مناقشة "الشكل مقابل الاهتزاز" من الفيزياء النفسية الشمية إلى الفيزياء الحيوية لغرف العمليات نفسها. شن المؤلفون هجومًا متطورًا متعدد التخصصات على المبادئ الأساسية لـ نظرية الاهتزاز باستخدام الكيمياء العضوية الاصطناعية، والتعبير غير المتجانس للمستقبلات الشمية، والاعتبارات النظرية للعثور على أي دليل يدعم نظرية اهتزاز الرائحة. يعلق تورين على أن بلوك استخدم "خلايا في طبق وليس داخل كائنات كاملة" وأن "التعبير عن المستقبل الشمي في خلايا الكلى الجنينية البشرية لا يعيد تكوين الطبيعة المعقدة للشم بشكل كافٍ ..."، يجيب فوسشال " خلايا الكلى الجنينية ليست متطابقة مع الخلايا الموجودة في الأنف ولكن إذا نظرت إلى المستقبلات، فهو أفضل نظام في العالم". في رسالة إلى محرر PNAS ، تورينو وآخرون. تثير المخاوف بشأن بلوك وآخرين. وبلوك وآخرون. يرد." تصف دراسة حديثة  استجابات الخلايا العصبية الشمية الأولية في زراعة الأنسجة للنظائر، وتجد أن جزءًا صغيرًا من السكان (<1٪) يميزون بوضوح بين النظائر، حتى أن البعض يعطي استجابة الكل أو لا شيء للنظائر. نظائر H أو D للأوكتانال. يعزو المؤلفون ذلك إلى "فرط الحساسية" لبعض المستقبلات تجاه الاختلافات في الكارهة للماء بين الروائح الطبيعية والروائح المخففة بالديوتيريوم.

### الالكترونيات البيولوجية
قدم تورينو واحدة من أولى براءات الاختراع لجهاز أشباه الموصلات المصنوع من البروتين. يركز عمل تورينو الأخير على أهمية نظرية الشم الخاصة به بالنسبة للآليات الأكثر عمومية لتنشيط المستقبلات المقترنة بالبروتين G. في مقال  في مراجعة الاستدلال، اقترح أن الآلية الإلكترونية كانت حالة خاصة لمشاركة أكثر عمومية لتيارات الإلكترون في GPCRs. تقول نسخة أولية لعام 2019  أن بنية حيود الأشعة السينية عالية الدقة للرودوبسين، والتي تعتبر سلف جميع GPCRs، تحتوي على عناصر الدائرة الإلكترونية. وقد أبلغ أيضًا عن اكتشاف دوران الإلكترون غير المتوازن في ذبابة الفاكهة من خلال انبعاثات الترددات الراديوية، على الرغم من أن هذا يوصف بأنه "عمل قيد التقدم".

### الدور في قضية هنري كورن
في عام 1988، بدأ تورينو العمل في المختبر بقيادة باحث علم الأعصاب هنري كورن في معهد باستور.هناك، أبلغ تورين وزميلته نيكول روبرت رؤسائهما بأنهما يعتقدان أن بعض أبحاث كورن حول الناقلات العصبية كانت مبنية على نتائج ملفقة. وبعد أن قدم تورينو طلبًا رسميًا بأن يحقق CNRS في هذه الادعاءات، طُلب منه العثور على عمل خارج فرنسا، كما طُلب من روبرت أيضًا المغادرة.
حصل كورن على جائزة ريتشارد لونسبيري المرموقة في عام 1992 وأصبح عضوًا في الأكاديمية الوطنية للعلوم في الولايات المتحدة والأكاديمية الفرنسية للعلوم. ثم في عام 2007، أظهرت إعادة تحليل بيانات كورن بواسطة جاك نينيو في مجلة الفيزيولوجيا العصبية وجود حالات شاذة خطيرة تشير إلى أن النتائج كانت ملفقة بالفعل.

## المنشورات
تورينو هو مؤلف كتاب سر الرائحة (2006)، الذي يعرض تفاصيل تاريخ وعلم نظريته في الشم؛ دليل نقدي مشهور للعطور باللغة الفرنسية، بطبعتين في عامي 1992 و1994؛ وهو مؤلف مشارك لكتابي اللغة الإنجليزية العطور: دليل الألف إلى الياء (2008) والكتاب الصغير للعطور (2011). وهو أيضًا موضوع كتاب 2002 إمبراطور الرائحة بقلم تشاندلر بور  والفيلم الوثائقي بي بي سي هورايزونز عام 1995 "رمز في الأنف".
منذ عام 2003، كتب تورينو أيضًا عمودًا منتظمًا عن العطور بعنوان "Duftnote" لمجلة NZZ Folio، المجلة الشهرية الصادرة باللغة الألمانية لصحيفة Neue Zürcher Zeitung السويسرية. وينشر العمود أيضًا باللغة الإنجليزية على موقع المجلة.  انتهى العمود في عام 2014. يتم نشر الأعمدة المجمعة في كتاب.

## الجوائز والتكريمات
في عامي 2001 و2004، فاز تورينو بجائزة ياسمين، وهو أعلى وسام لكتابة العطور في فرنسا. حصل على جائزة الياسمين في المملكة المتحدة عام 2009.

## روابط خارجية
- الموقع الرسمي للعطور: دليل AZ يحتوي على ملاحظة قصيرة عن السيرة الذاتية وروابط لمقالات كتبها لوكا تورين.